# بنی دواله
بنی دواله (به عربی: بنی دوالة) یک شهرداری در الجزایر است که در استان تیزی وزو واقع شده‌است.